# Prescritivismo
Na linguística, prescritivismo ou normativismo é um conceito que descreve a imposição de normas arbitrárias à língua, frequentemente contrárias ao uso corrente desta.
Toda língua apresenta uma variação social e regional considerável. Os defensores do prescritivismo entendem que se muitas pessoas querem usar uma língua para um número diferente de finalidades, então é conveniente e mesmo necessário que haja uma norma linguística consensual – uma língua padrão – conhecida e usada por todos ou, pelo menos, por todos os falantes cultos.  De outro modo, entendem ainda que, se as demais pessoas insistirem em usar suas próprias variedades, haverá confusão e incompreensão. Mas, como as línguas estão em contínua mudança, sempre existirão dúvidas e discordâncias quanto às formas e usos que devem ser reconhecidos como fazendo parte da língua-padrão.